# 레쩐
레쩐(베트남어: Lê Chân / 黎眞)은 쯩 자매 반란군 소속의 여장군 중 한 명이다. 그녀는 오늘날 베트남의 하이퐁시 지역 개발을 이끈 인물로 알려져 있다.
서기 40년 쯩 자매가 후한 세력을 베트남에서 일시적으로 몰아내는데 성공한 후 쯩 자매에 의해 성진공주 및 진동대장군으로 봉해졌으며, 서기 43년 마원이 이끄는 후한군에게 패배하여 자살하였다.